# Текирска мишорка
Текирската мишорка (Gypsophila tekirae) е ендемитен вид многогодишно тревисто растение от семейство Карамфилови, разпространен само в България, на територията на област Пазарджик (защитената зона Бесапарски ридове).

## Име и класификация
Първият български професор по ботаника Стефан Георгиев събира прецъфтели екземпляри от текирска мишорка край село Хаджиево на 6 август 1887 г. Той ги класифицира като Gypsophila scorzonerifolia, която не се среща в България. Той не променя първоначалното си определение и след като събира цъфтящи екземпляри при следващото си посещение на Бесапарските ридове на 9 юни 1891 г.
Текирската мишорка е описана и класифицирана през 1929 г. от българския ботаник академик Борис Стефанов в книжка 3 на „Известия на българското ботаническо дружество“ по екземплярите от хербария на Стефан Георгиев. Името на вида текире (tekirae) е производно от старо име на с. Триводици, което се е казвало Текира, макар текирската мишорка да не се среща в землището на селото. Според информация на РИОСВ Пазарджик, проф. Георгиев събира за първи път растението от околностите на с. Хаджиево, но посочва името на съседното село Текира като по-известно(някои хора казват, че Стефан кръщава цветето, на селото в което е приет най-гостоприемно). Но по-късно най-много екземпляри са открити в земите над Триводици. Когато акад. Стефанов описва текирската мишорка, той приема, че е събрана от околностите на с. Текира, и дава на новия вид това име. Също допуска по предположение, че видът е разпространен в „сухи варовити и скалисти терени“ – типичен за Бесапарските ридове терен. Много пъти растението е търсено и на други подобни местности в Родопите, Тракия и цялата страна, но никъде не е откривано. Затова учените са склонни да смятат, че то се среща само в района на Бесапарските ридове и то на територията между Пловдивското Триводици и Пазарджишките Хаджиево, Огняново и Синитево. Растението е защитено от Българската Червена книга.
Растението не е намирано до 1968 г., когато проф. Стефан Станев от Природонаучния музей в Пловдив го преоткрива, но на същата територия. Той разказва за това в четвъртото издание на книгата си „Звезди гаснат в планината“. Проф. Станев е поправя от неточности в описанието, като местообитание на вида и др.
Екземпляри има изложени само в Природонаучния музей в Пазарджик.